# Guðmundur Sölmundsson
Guðmundur Sölmundsson (n. 960) fue un vikingo y bóndi de Ásbjarnarnes, Vesturhópshólar, Vestur-Húnavatnssýsla en Islandia. Era hijo de Sólmundur Eilífsson. Aparece como personaje de la saga de Laxdœla, saga de Grettir, saga de Egil Skallagrímson, saga Eyrbyggja, y saga de Gunnlaugs ormstungu.

## Herencia
Se casó con Þuríður Ólafsdóttir (n. 973), una hija de Ólafur pái Höskuldsson, y de esa relación nacerían seis hijos: cuatro varones, Bárður Guðmundsson que casaría con Unna or Auð Snorradóttir (n. 995, hija de Snorri Goði), Hallur (n. 997), Steinn (n. 999) y Steingrímur (n. 1001); y dos hembras, Guðrún (n. 1003) y Ólöf (n. 1005).